# 娼婦ベロニカ
『娼婦ベロニカ』（しょうふベロニカ、原題：Dangerous Beauty）は、マーガレット・ローゼンタール原作の伝記小説「The Honest Courtesan」を基に映画化した作品。1998年2月20日にアメリカ合衆国より公開された成人映画。キャサリン・マコーマック主演、マーシャル・ハースコビッツが監督・製作する。16世紀のヴェネツィアを舞台にして、美貌と知性を持つ実在の高級娼婦（クルチザンヌ）、ヴェロニカ・フランコの半生と恋の行方を描く。
日本では、1999年10月23日よりシャンテシネにて劇場公開された。2000年4月7日に20世紀フォックス・ホーム・エンターテイメントより日本語吹替版と日本語字幕版のVHSが同時に発売されている。また、2007年11月2日にDVDが発売されている。

## ストーリー
1583年、ベネチア共和国は商業都市として繁栄。ベロニカは貴族出身であるマルコと恋に落ちる。女性はただ男性の所有物として扱われる時代で、マルコの妹も家のために老人と結婚する。ベロニカも地位と家柄の違いで、自分の結婚は国家の問題だから結婚できないとマルコに告げられる。母親に「結婚は契約で国家間の条約と同じ」「マルコも愛のない結婚をする」「マルコを手に入れる別の方法もある」と教えられる、それは「コーティザン(高級娼婦）」になる事で母親は自分も高級娼婦だったと告白、父親が持参金を浪費し、兄も出世できないからベロニカに家族を支えろという。修道女がまし、というと修道院に連れていくが、逃げ帰る。当時のイタリアでは貧しい女性に読書や教養人としての道が開かれ、高級娼婦として特権階級の男性とも接触でき、大金を手にできる。愛する男の「妻」になれないのなら、愛する男の「愛人」として彼の愛を独占する道しかない。愛人になるには、まず高級娼婦になる必要がある。ベロニカは高級娼婦になる決意をし、母親はベロニカに「第一に快楽を与える喜びを知ること」など、手取り足取り高級娼婦としての知識と教養を身に着けさせる。「最高の教養をつけなければならない」と女人禁制の図書館にも連れて行く。男性の夢は妖婦、近寄りがたいヴィーナスだと教える。
マルコの叔父で大臣ドメニコ・ベニエに目をかけられる。マルコは娼婦になったベロニカに声をかけるが「気安く話しかけないで」といわれ、「他人行儀な」というと「あなたを真似ただけ」と拒絶される。マルコは艦隊総督の面前で従兄で詩人のマフィオにベロニカという女流詩人がいるとたきつけるが、ベロニカが勝利する。初めて抱かれた後、母親にどうして教えてくれなかったの？と聞くと「経験第一」といわれる。美貌と持ち前の才気に磨きがかかったベロニカは司教など大物の間で評判になっていく。詩集を出すというとマフィオは「娼婦の武器は寝ワザだ」と侮辱し、怒った彼女は習得していた剣を抜いて即興詩を交わしながら戦う。負けなかったが傷ついたベロニカを手当したマルコと愛を交わす。不毛な結婚をしたマルコが娼婦を許さないので予約をキャンセルし、母親は性技もまだまだなのにと激怒。
ベネチアはオスマン帝国と交戦状態で、フランス艦隊の応援を得たい総督にアンリ3世が呼ばれる。王は高級娼婦を所望し、詩人だというのにベロニカを望み、「涙がほしい」と倒錯を楽しむ。アンリ王から援軍を勝ち取り、「国の宝」といわれるが、マルコは屈辱から去る。ベロニカは前線キプロスの防衛に不満な女性たちから疎まれ、「女に必要なのは教養」といって、バナナをラテン語で言って丸ごと食べて挑発。ペストが蔓延して56000人が死ぬ。死の町でベロニカも魔女と告発され、自らの誇りをかけて宗教裁判に挑む。マフィオが糾弾。マルコは妥協して魔女だと認めろと迫るが拒否。ところが、翌日の法廷で罪を認め、愛する男と結婚できずに妻の従順より娼婦の自由を選んだと告白。マルコが愛の共犯者だと擁護し、司教は他の共犯者も立てと命令。ドメニコが立ち、大勢の男が立って「娼婦を裁けば宗教裁判が汚れる」といわれ、「娼婦の楽園」ベネチアに託すと司教が宣言する。

## キャスト
| 役名                   | 俳優                     | 日本語吹き替え |
| ---------------------- | ------------------------ | --- |
| ベロニカ・フランコ     | キャサリン・マコーマック | 山崎美貴 |
| マルコ・ベニエ         | ルーファス・シーウェル   | 大塚芳忠 |
| マフィオ・ベニエ       | オリヴァー・プラット     | 星野充昭 |
| ドメニコ・ベニエ       | フレッド・ウォード       | 稲垣隆史 |
| パオラ・フランコ       | ジャクリーン・ビセット   | 高島雅羅 |
| ベアトリーチェ・ベニエ | モイラ・ケリー           | 佐々木勝彦 |
| ジュリア・デ・レッゼ   | ナオミ・ワッツ           | 小林さやか |
| ピエトロ・ベニエー     | ジェローン・クラッベ     | - |
| ロウラ・ベニエ         | ジョアンナ・キャシディ   | - |
| リビア                 | メリーナ・カナカレデス   | - |
| セラフィーノ・フランコ | ダニエル・ラパイン       | - |
| エレナ・フランコ       | ジャスティン・ミセリ     | - |
| アンリ王               | ジェーク・ウェバー       | - |
| ランベルティ大臣       | サイモン・ダットン       | - |
| その他                 | N/A                      | 成田剣、内田直哉 仲野裕、中博史 佐藤しのぶ、定岡小百合 田原アルノ、唐沢潤 後藤哲夫、藤原美央子 高瀬右光、清水敏孝 |
| 日本語版制作スタッフ   |                          | |
| 演出                   | 演出                     | 蕨南勝之 |
| 字幕翻訳               | 字幕翻訳                 | 古田由紀子 |
| 吹替翻訳               | 吹替翻訳                 | たかしまちせこ |
| 調整                   | 調整                     | 佐藤隆一 |
| 制作                   | 制作                     | ビデオテック |

## スタッフ
- 製作：マーシャル・ハースコビッツ、エドワード・ズウィック、アーノン・ミルチャン、サラ・キャプラン
- 監督：マーシャル・ハースコビッツ
- 脚本：ジェニーン・ドミニー
- 原作：マーガレット・ローゼンタール（「The Honest Courtesan」）
- 製作総指揮：マイケル・ナサンソン、ステファン・ランドール
- 撮影：ボジャン・バゼリ
- プロダクション・デザイナー：ノーマン・ガーウッド
- 編集：スティーヴン・ローゼンブラム、アーサー・コバーン
- 音楽：ジョージ・フェントン
- 衣裳：ガブリエラ・ペスクッチ

## サウンドトラック
『娼婦ベロニカ オリジナル・サウンドトラック』は、1999年10月21日にアリスタジャパンより発売されたこの映画のサウンドトラック。全24曲に収録。
収録曲
1. ベニスが誇る美
2. マルコの帰郷
3. ファースト・キス（ベロニカのテーマ）
4. 結婚はできない
5. 母の助言
6. 職業訓練 / 図書館
7. 理想の女をめざして
8. 初めての即興詩対決
9. 大臣ランベルティ
10. 次の予約はだれ?
11. ベロニカの栄達
12. マルコの婚約
13. 血ぬられた即興詩対決
14. ベロニカとマルコ
15. 戦雲の到来
16. 結ばれた心
17. フランス国王来訪
18. マルコは戦場へ
19. ペスト流行 / ベロニカの逮捕
20. 投獄されて
21. 宗教裁判へ
22. ベロニカの告白
23. ベニスとこの女性のために
24. 評決 / エンド・タイトル

## DVD特典
封入特典
特製フォトカード
映像特典
『恋におちたシェイクスピア』のプロデューサーがおくるスペクタクルロマン。
ベロニカを演じるのは『ブレイブハート』のキャサリン・マコーマック。
アカデミー賞受賞の衣装デザイナー・ガブリエラ・ペスクッチが作り上げた豪華な衣装も見所の一つ。